# Krzyżtopór
Krzyżtopór è un castello situato nel paese di Ujazd, nel comune di Iwaniska, nella Polonia meridionale (voivodato della Santacroce), 15 km a sud ovest di Opatów. Fu fatto costruire da un nobile della szlachta, voivoda di Sandomierz, Krzysztof Ossoliński (1587-1645). Il castello fu parzialmente distrutto durante il cosiddetto diluvio, l'invasione svedese del 1655, e successivamente danneggiato irrimediabilmente durante la guerra della Confederazione di Bar dai russi nel 1770. Le rovine sono comunque visitabili, a pagamento.

## Costruzione e storia

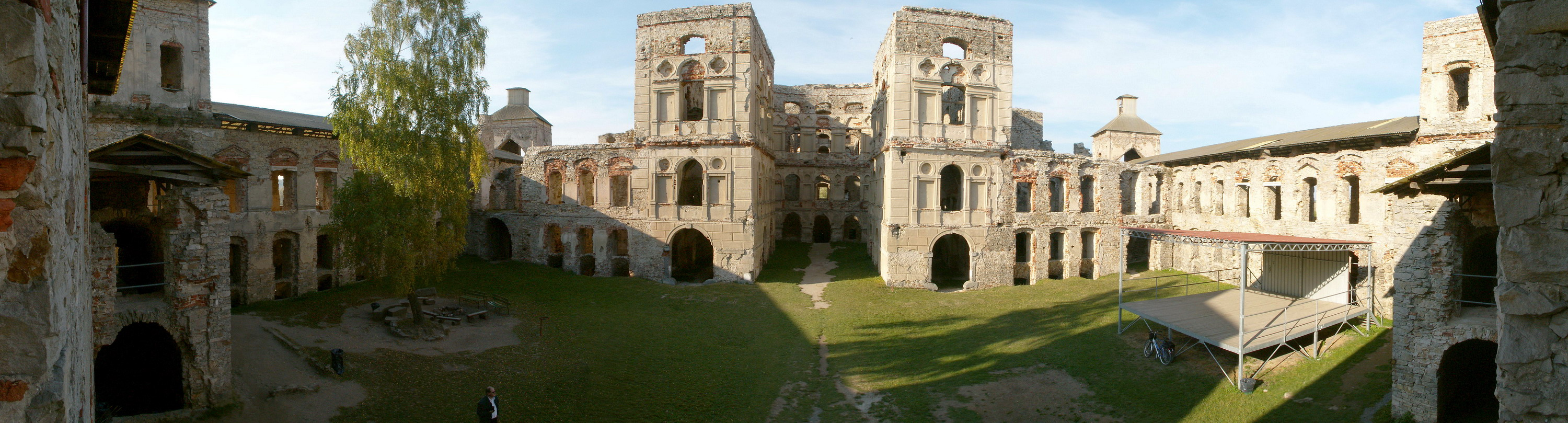
Vista panoramica del cortile interno

Non è noto quando iniziò la costruzione di questo imponente edificio. Il padre di Krzysztof Ossoliński, Jan Zbigniew Ossoliński, gli diede il villaggio di Ujazd nel 1619; comunque il primo documento che prova la costruzione del castello risale al 1627 quando era ancora incompleto. Fu terminato probabilmente nel 1644, dopo aver speso l'enorme somma di 30 milioni di złoty. Sfortunatamente Ossoliński non poté godere a lungo del castello, dato che morì improvvisamente l'anno successivo a Cracovia.
Il castello fu ereditato dal figlio, Krzysztof Baldwin Ossoliński, che morì nel 1649 nella Battaglia di Zboriv. Dopo la sua morte il complesso fu acquistato dalla famiglia Denhoff e poi dalla famiglia Kalinowski.
Nel 1655, durante l'invasione svedese della Polonia, il castello fu catturato dagli svedesi che lo occuparono fino al 1657, saccheggiando l'intero complesso. I danni alla struttura furono così estesi che dopo il ritiro degli svedesi non fu più restaurato perché ritenuto troppo costoso. Alcune famiglie nobili (i Morsztyn, i Wiśniowiecki e i Pac) vissero nell'ala occidentale, quella meglio preservata, ma il resto della costruzione rimase inagibile.
Nel 1770, durante la Confederazione di Bar, Krzyżtopór, difeso dai confederati, fu sequestrato dai russi che completarono la rovina dell'edificio. Secondo quanto riferito, l'ultimo abitante del complesso, Stanisław Sołtyk, visse qui nel periodo 1782-1787, dopo di che Krzyżtopór rimase deserto.
Durante la Seconda guerra mondiale il complesso fu nuovamente saccheggiato. Una ristrutturazione parziale ha avuto luogo nel 1971, e nel 1980 il ministero degli interni ha deciso di ricostruirlo per essere utilizzato come luogo di riposo e ricreazione per gli ufficiali. Quest'opera è stata interrotta nel 1981, quando la legge marziale fu imposta in Polonia.

## Progetto

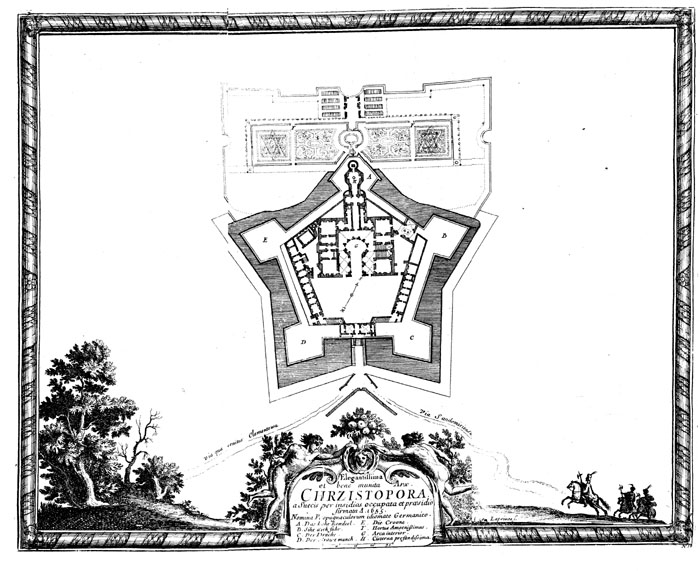
Pianta del castello del 1655 circa

Nonostante le approfondite ricerche, non abbiamo molti documenti sul progetto dell'edificio: la data di inizio della costruzione è ignota. Krzysztof Ossoliński era "appassionato" di magia nera; mentre le simmetrie della costruzione sono evidenti dalle macerie, altri significati nascosti nel progetto dell'edificio sono perduti.
Il nome esatto stesso dell'edificio è sconosciuto: Krzysztof Ossoliński lo chiamò ufficialmente Krzysztofory, derivato dal latino Christophoros. Successivamente, il nome divenne Krzyżtopór, insieme di due parole polacche: - krzyż ("croce", un simbolo della fede cattolica degli Ossoliński) e topór ("ascia", simbolo presente nello stemma della famiglia). Entrambi i simboli possono essere visti nel portale del castello. Inoltre vi è una data, "1631", ma non è chiaro a quale evento della storia del castello si riferisca.
Il castello, costruito dall'italo-svizzero Wawrzyniec Senes (Lorenzo Muretto, probabilmente nato a Sent, Svizzera), è un tipico esempio del cosiddetto palazzo in fortezza. La dimensione totale del complesso è di 1,3 ettari; la lunghezza del perimetro è 700 metri; l'area totale delle stanze è di circa 70 000 metri quadrati. Il progetto di base è preso da quello del Palazzo Farnese di Caprarola. Secondo quanto riportato dalle fonti, la struttura venne progettata in modo da rappresentare architettonicamente un calendario: infatti vi erano quattro torri a rappresentare le stagioni, dodici sale equivalenti ai mesi, cinquantadue camere, ovvero una per ogni settimana e 365 finestre, tante quanto sono i giorni. In realtà le camere erano 366, ma una veniva usata solamente negli anni bisestili. Per motivi difensivi il castello era stato edificato su una collina rocciosa rendendo impossibile ai nemici scavare un tunnel sotto di esso.
A Krzyżtopór vi erano comodità rare per il XVII secolo, come il sistema di ventilazione e di riscaldamento e un sistema di tubi che portava acqua corrente nelle stanze. Presumibilmente, nel soffitto di una delle sale da pranzo vi era un acquario con pesci esotici. Inoltre un sistema di montavivande portava i cibi dalle dispense ai piani superiori.
Vi erano anche stalle per 370 cavalli, ognuna con il proprio specchio e mangiatoia in marmo.

## Il castello oggi
Il castello, lontano dalle strade principali e senza connessione alla rete ferroviaria è visitato oggi da relativamente pochi turisti, che possono comunque farsi un'idea dell'enormità del complesso, anche se in rovina.
Varie volte si è pensato a una ricostruzione dell'edificio ma la mancanza di fondi ha sempre impedito di completare il progetto.
Il castello compare nel libro di James Michener Poland (1981).